# Аржантон сир Крез
Аржантон сир Крез (фр. Argenton-sur-Creuse) насеље је и општина у централној Француској у региону Центар (регион), у департману Ендр која припада префектури Шаторо.
По подацима из 2011. године у општини је живело 5.070 становника, а густина насељености је износила 172,8 становника/km². Општина се простире на површини од 29,34 km². Налази се на средњој надморској висини од 119 метара (максималној 234 m, а минималној 99 m).

## Демографија
| 1962. | 1968. | 1975. | 1982. | 1990. | 1999. | 2011. |
| ----- | ----- | ----- | ----- | ----- | ----- | ----- |
| 6.344 | 6.400 | 6.424 | 5.848 | 5.193 | 5.146 | 5.070 |

График промене броја становника у току последњих година